# Balsalim
Balsalim är ett lim bestående av celluloid upplöst i aceton. Det används bl a vid bygge av flygplansmodeller i balsaträ. Limmets främsta egenskaper vid modellbygge är att det torkar snabbt och ger styva fogar. En misslyckad fog kan lösas upp genom påpensling av aceton och rättas till.